# Lars Sigurd Björkström
Lars Sigurd Björkström (Göteborg, 19 november 1943) is een Braziliaans zeiler.
Björkström werd geboren in het Zweedse Göteborg maar emigreerde naar Brazilië.
Björkström nam deel aan de Olympische Zomerspelen 1980 in Moskou. De zeilwedstrijden vonden plaats in de Baai van Tallinn. Samen met zijn landgenoot Alexandre Welter won Björkström de gouden medaille in de Tornado.

## Belangrijkste resultaten

### Olympische Zomerspelen
| Jaar | Plaats | Resultaten |
| ---- | ------ | ---------- |
| 1980 | Moskou | Tornado    |